# خانه سنگی جمال خان تیموری
خانه سنگی جمال خان تیموری مربوط به دوره قاجار است و در ماکو، خیابان امام بالاترازآموزش و پرورش واقع شده و این اثر در تاریخ ۳ اسفند ۱۳۷۷ با شمارهٔ ثبت ۲۲۱۶ به‌عنوان یکی از آثار ملی ایران به ثبت رسیده است.